# المومس الفاضلة
المومس الفاضلة (بالفرنسية: La Putain respectueuse) هي مسرحية كتبها جان بول سارتر الكاتب والفيلسوف الفرنسي باللغة الفرنسية عام 1946. كما أن الأحداث المكتُوبة في الفصل الثاني من المسرحية تحدُث في الولايات المتحدة الأمريكية. تحكي المسرحية عن محاولة عائلة جنوبية متمميزة تخليص أولادهم من أخذ عقوبة قتلهم لرجل زنجي.تقوم العائلة بإنجاح هذا عن طريق إقناع العاهرة البيضاءLizzie MacKay بالشهادة الزور لاتهام الرجل الزنجي بدلاً من أولادها.
تعتمد المسرحية التي عُرِضت في باريس في نوفمبر1946 على ملاحظات سارتر في الزيارات التي قام بها في الولايات المتحدة الأمريكية. كتب الكاتب هذه المسرحية المستوحاة من قضية Scottsboro والتي حدثت في تلك المدينة في عام 1931 الذي عوقب فيها 9 رجال زنجيون متهمين بالاعتداء على فتاتين عاهرتين.
وأيضاً من كتب ريتشارد رايت التي تعرف عليها خلال زيارته.انتَقد سارتر في مسرحيته العنصرية والنظام الطبقي في المجتمع الأمريكي بشكل ساخر سارداً قصة العاهِرة البيضاء والرجل الزنجي المتهم بالتعدي عليها والرجل الأبيض الغني الذي ارتكب الجريمة.
قال حُلفاء الكتّاب الفرنسيين أن هذه المسرحية بمثابة خيانة للولايات المتحدة الأمريكية.قال سارتر على هذا النقد أنه ضد العنصرية وليس ضد أمريكا.كان هناك انتقاد اآخر ايضاً لما لاتحصره وجهات النظر عن العادات اليومية لهذه الدولة التي مرت في فترة قصيرة.
بالإضافة إلى أن رسم لوحة ضعيفة بلا حيلة لشخصية الزنجى الذي خلقها سارتر وترجيح الهروب بدلاً من المجادلة ضد الظلم لم يُقَابل بإعجاب من طرف الليبراليين واليساريين.
كتب سارتر نهاية جديدة لملائمة المسرحية التي عرضت في الاتحاد السوفيتى مع الفيلم السينمائي الذي صدر في عام 1952.في هذه النهاية الجديدة ظهرت نقطة فاصلة في العنصرية والتمييز الطبقي رافضا شهادة lizzie الزور.
قال الكاتب في تعليقه المتعلق بالتعديلات «أعلم أن الكثير من طبقة الشباب العاملة شاهد هذه المسرحية وشعر بخيبة أمل بسبب نهايتها بهذا الشكل الحزين.وأعلم أيضا أن الشئ الوحيد الذي يدعو للتفاؤل هو احتياج الجمهور الذي عليه التعلُق بالحياة».كما انتقد القرار البطولي للشخصية الرئيسية والنهاية السعيدة للمسرحية كون المسرحية تعكس حقيقة العنصرية في أمريكا عام 1930.
علق اندريه جيد المهتم بالساقطة الفاضلة التي تكون واحدة من مسرحيات سارتر القليلة المعروفة بتاريخ 15 مارس عام 1947 قائلا"أعتقد أن الساقطة الفاضلة لسارتر بمثابة تحفة فنية مختلفة.لم أُعجَب بآخر روايتين ممللين لطولهما ولكن الساقطة الفاضلة وأعظم رواية لسارتر بعد الحكايات العظيمة التي كتبها على الحائط.

## مصدرها

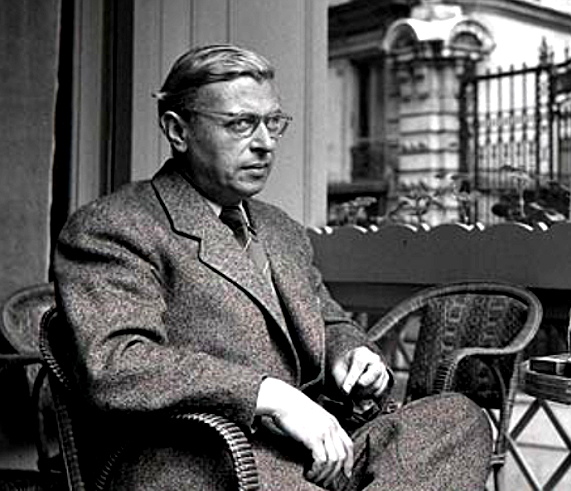
كتب جان بول سارتر الساقطة العفيفة عقب زياراته للولايات المتحدة الأمريكية عام 1946

بعد الحرب العالمية الثانية بدأ ظهور تأثيرات ثقافة دول الولايات المتحدة الأمريكية على فرنسا. في صيف 1945 عُرضت أفلام سوداء للولايات المتحدة في سينمات الدولة. قبل الآن بدء مخرجين روس مثل سيرجي آيزنشتاين وVsevolod Pudovkin تسير افلامهم على نهج متعلق بأفلام سارتر وSimone de Beauvoir ؛ كانوا قد بدأوا في متابعة أفلام Orsan Welles وأمنوا انه لم يكن هناك شئ مثير في Stalin Rusya . وقد أُعجب Çift كثيراً بفيلم Welles الذي يحمل اسم المواطن كين. وقد زار سارتر الولايات المتحدة الأمريكية عقب الحرب في عام 1945 مرتان وكان يراقب كون هناك أبعاد كبيرة تصل لحد التفكير في التفرقة العنصرية في الدولة. طبقاً لوجهه نظر Annie-Cohan Solal فإنه بعيداً عن الحياة اليومية والتسامح التاريخى كانت هذه الزيارات بداية النِضال السياسي لسارتر. انتقد بصورة مستمرة في مقالته التي نشرت التمييز العنصرى من بعد جولاته. المقالات الأولى في Le Figaro كتب بغرابة كبيرة (بدهشة) عن شمال وجنوب الولايات المتحدة والفرق بين الزنوج والبيض هناك. كان هناك مشكلة حتى في عبور الزنوج الذي اختصر عملهم في مجال الخدمة بجانب البيض.
ووفقاً لمراقبة سارتر فإن المجتمع الأمريكى الأبيض لا يهتم بالزنوج ولا يريدون إشغال أنفسهم بهم. اهتمام البيض الوحيد بالزنوج التعامل معهم في المصاعد وحقائب السفر أو في أحذية البيض لأنهم يريدون رؤية الزنوج كالألة. بعد نشر أول مقالة تخص هذا الموضوع حذر سارتر من تدخل الأمريكيين في شئونها. وكاتب المقالة الثانية المنشورة في لو فيغارو "يبدو أن هناك طريقة واحدة لحل مشكلة الزنوج ولكنه ليس بالطريق السهل للغاية. كتب قائلا أن طبقة العُمال الأمريكان (البيض منهم والسود على حد سواء) أن مصالحهم ضد فئة الإدارة ولو كافح العمال البيض مع الزنوج معا من أجل حقوق المساواة سيحصلون عليها.
وقد دخلت مفاهيم التفرقة العنصرية والحرب إلى مجال اهتمام سارتر. قبل كتابة رواية الساقطة الفاضلة مرة أخرى في عام 1946 نشر مقالاً تحت اسم "العنصرية واليهود ". في هذه المقالة، الطرف في المشكلة ليس من النازيين ولكنه يتكلم عن أثر التفرقة العنصرية الواضح في فرنسا. سارتر " فليأتى يهودى من حيث ما يأتى وليفعل ما يفعل لابد من قتله. يتم الاستعداد للمعركة أو عدم المشاركة في حركة المقاومة من الأساس. لخص اللاسامية قائلاً: من أكثر الأسباب بساطة: "لأنه يهودى". وجد الكاتبون أول فرصة لمراقبة رد الفعل ضد الرأسمالية كان في كتابة الساقطة الفاضلة. أثناء كتابة هذة المسرحية اقتربوا من نفس وجهه النظر وهي أن اليهودى ذنبه الوحيد أنه يهودى تماما مثل أن الزنجى دائماً يقوم بالأشياء المشينة. وقال أنه عالم يسيطر عليه التحيز.

## قضية scottsboro
الموضوع الأساسي: قضية scottsboro
بينما كان سارتر يكتب المسرحية واستوحى الإلهام من دعوة Scottsboro الفعلية في الولايات المتحدة عام 1931 . في هذه الدعوة، التسع رجال الزنوج الذين اتهموا باغتصاب عاهرتان كانتا تستقلان القطار المتجه إلى ألاباما مباشرة ووجدو بتهمة الاعتداء. على الرغم أن واحدة من الإمرأتين تراجعت أن الإتهام في أثناء المحاكمة إلا أن المحكمة العُليا لم تتراجع عن قرارها وتم حبس المشتبه بهم لعدة أعوام. وفي عام 1931 حدث شجار بين عمال ذوى البشرة البيضاء وعمال ذوى البشرة السوداء الذين ركبوا القطار الذاهب إلى الجنوب من أجل البحث عن عمل في Alabama . حدث ذلك أثناء تحرك القطار قبضت شرطة السكك الحديدية على أربعة أشخاص ذوى البشرة السوداء مع تسع أشخاص من جنوب إفرقيا يوم 25 مارس عام 1921 وتم إنزالهم من القطار في حى Scottsboro الذي يقع في Alabama . الشخصين ذوى البشرة البيضاء الذين اعتُقلوا عرف أنهم نساء مرتديين ملابس رجال. هاتين الإمرأتين Ruby Bates ve Victoria Price في أثناء التحقيق معهم قالوا أنهم كانوا في هذا القطار من أجل البحث عن عمل. في الواقع Bates ve Price hapse اللواتى على قيد الحياة إدعوا أن تسع شباب قاموا بانتهاك عرضهن بسبب عدم رغبتهن أن يحسبون. تم إتهام التسع شباب ذوى البشرة السوداء الذين لا يعرفوا بعضهم البعض وحكم عليهم قضائيا من جانب هيئه التحالف التي تكونت من أشخاص ذوى البشرة البيضاء، تصادفت Roy Wright البالغة من العمر 13 عاما بجنازه الموتى الذين في الخارج. هذه القضية كانت سبب انتشار معنى (الجناية القانونية) [ تم استقبال انحراف العدالة بصرامة شديدة في جنوب الولايات المتحدة التي بسيطر عليها ذوى البشرة البيضاء في الولايات المتحدة الأمريكية على الرغم من ذلك فإن هذه الدعوة أثارت ردود فعل واسعة في الرأى العام العالمى. الشيوعين فعلوا ما بوسعهم من أجل أن يشجعوا شباب البشرة السوداء الأمريكان. على الرغم أن واحدة من الأمرأتين تراجعت عن الإتهام. استطاعت أن تخرج من السجن في عام 1950 فقط ف على إثر المحكوم عليهم التي كان يطلق عليهم أبناء Scottsboro .

## الفصل الأول
طوماس رب مصنع شاب من عائلة جنوبية رفيعة المستوى ركب القطار مع ثلاثة من اصدقائه ثمل بعد مباراة كرة. العاهرة ليزى التي كانت قادمة من الشمال ومن أجل أن تؤسس حياة جديدة لنفسها كانت في نفس القطار متجِهة لبلدة صغيرة بالجنوب. البيض الثُمل بعدما تحرشو بليزى تشاجروا مع رجلان زنجيان يحسبوا أن القطار مِلكهم. أخرج طوماس من جيبه سلاح وضرب أحد الرجال الزنوج. وعند رؤية ذلك فر باقى الرجال قفزاً من النافذة. وكانت ليزى أيضاً شاهدة على كل هذه الأحداث.
في افتتاحية المشهد الأول في المسرحية رجل زنجى هارب، ووجدته ليزى في شقتها التي سكنتها حديثاً، وتوسلت إليه من أجل تَخليص نفسها. لذا فكان ما على ليزى فعله هو أن تشهَد لصالح الرجل. رفضت المرأة العرض ووضحت سبب تسمُم البوليس والقضاة. لكن الرجل عندما وضح ما يبحث عنه البيض المجتمعين بالخارج وأنه سيعدم بدون محاكمة وَعده شخص زنجى عرف أنه ليس له أي ذنب أنه سيساعده ويريده أن يرحل من هناك ع الفور. الزنجى، طلب أخيراً من ليزى أن يخبئ نفسه عندها ولكنها لم ترضي بهذا التكليف وارسلت الرجل.
أول زبون لليزى في القرية، هو رجل أبيض اسمه Fred تم اخفاؤه عند طرق الباب. Fred ، هو ابن أحد أغنى أعضاء مجلس الشيوخ في المنطقة، واستأجر ليزى في ليلة من قبل في ديسكو. Fred الذي لا يأمن النساء والذي أوضح خجله تجاه الليلة التي أمضاها مع ليزى طلب منها أن تعيد ترتيب السرير بسبب خشيته من «كرسي الخطيئة» وكان يبدو كما لو انه ينتظر ظهور الشرطة. الشاب قدم لليزى من أجل الليلة الماضية 10 دولارات وعندها غضبت المرأة. ولكن عندما وضح Fred أنه ابن أحد أعضاء مجلس الشيوخ وعندما أفصح عن ثروته ومكانته لانت ليزى. لازالت ترفض أخذ المال. عندئذ ترك Fred المال على الطاولة.
إن سبب إستأجار فريد لليزى أنه بينما هو آتى إلى القرية في يوم سابِق أستطاع أن يسمع مايجول بخاطره من فم الفتاة وأنه باستطاعته توجيهها أينما يريد.لأن فريد هو ابن عم طوماس الذي ضرب الرجل الزنجى يريد معاقبة طوماس.بعدما حكى فريد إلى ليزى ماعاشه موضحاً بعدم صحة ذلك يحكى ع الاصح من وجهة نظره.وفقاً لقصة فريد، اعتدى رجلان زنجيان على ليزى أمام بعض الرجال البيض الذين رأوا ذلك عملوا على تخليص الفتاة.عندما أخرج أحد الرجال الزنجيين سكين ضربه طوماس مستحوذاً على السلاح، أما الرجل الزنجى الآخر فقد هرب.
يقول رجل شاب بأنه يريد أن تحكى ليزى حكاية طوماس للشرطة وضرورة امتثالها للحقيقة.يقول فريد رداً على ذلك "لايوجد شئ يدعى الحقيقة هناك البيض والزنوج. لاتريد ليزى الضرر لأحد.كما تؤكد مرة أخرى على عدم فعل الرجل الزنجى أي شئ لفريد.يقول فريد رداً على هذه الكلمة أن فئة الزنوج يقومون بعمل بارتكاب الحماقات دائماً. وفقاً لفريد فهى ليست مدافعة عن جناية فقط ولكن عن العيش مع البيض وعدم مُعاقَبتهم في قتل أحد من الزنوج.وأخيراً عرض فريد على المرأة 500 دولار لتقطُن بجانب طوماس. ولكن لم تقبل ليزى هذا المال وأصبحت في مأزق كبير.أبنما كانت الحقيقة فإن وحدة البيض في وسط أهم كثيراً من الأخلاق والقانون والتجربة. من المحتمل أن ليزى سوف تشعر بالانتماء لهذه الفئة أو ستبتعد عنهم دون فقد احترامها للاخرين.
في هذه الأثناء يأتى اثنان من رجال الشرطة إلى بيت ليزى بيدهم وثيقة مكتوبة ويريدوا توقيع ليزى على هذه الوثيقة. يقال أنه إذا لم تُوقِع ليزى ستُعتقل بسبب جناية طوماس. هكذا فهمت ليزى عمل عائلته والشرطة وأصحاب المقامات العالية وسيط من أجل القبض على طوماس. بينما تُقاوم ليزى لعدم التوقيع يهددوا في نفس اللحظة بالقبض عليها كونها عاهرة. ومن أجل رفض فريد أخذ المرأة كدليل على هذا الذنب يعرضون عليها 10 دولارات على الطاولة. وحينها نجحت ليزى وفريد في النقاش.عندما فتح فريد الباب وكان على وشك المغادرة جاء والده عضو مجلس الشيوخ.
عضو مجلس الشيوخ يتصرف برفق مع ليزى بالنسبة لفريد ويبدأ في طرح الأسئلة مدعماً استجوابه بمعلوماته الصحيحة. لم يخرج أي رد فعل تجاه ماقالته المرأة ولم يهن شرفها. ويذكر لها الكثير من تصرفاتها الصائبة المختلفة. يدعم تشخيصه مراعياً شعور ليزى كفرد في المجتمع. والمهم هو استطاعته إعطاء قرار صحيح كحل وسط يقبله الجميع. والأهم بالنسبة له هو حياة الطفل بطريقة صحيحة. فهو عكس إبنه فريد لايعتقد كون الزنوج شياطين. فالزنوج فقط بلا قيمة ولاأهمية. فحياة رجل مثل طوماس كانت ذو قيمة ولها الأفضلية عن الزنوج الذين ولِدوا خطأ ولم يستطيعو أن يعيشوا كرجال حقيقيون ولم يهتم لوفاة احداً منهم. حيث أن طوماس قد ولد من أجل السيطرة. أما اسلوب سيناتور الآخر غير التضحية في الحادثة.وفقاً لفريد فطوماس هو المتضرر. أما عضو مجلس الشيوخ فحول الضحية لامرأة اسطورية في نظر ليزى. هذه المرأة هي مارى والدة طوماس. وفقاً لطوماس مارى هي امرأة غنية ولكن بلاحيلة حيث أن قدر ولدها في أيد ليزى. يقول عضو مجلس الشيوخ لليزى أن سَجن طوماس سيقتل مارى والدته. لكن إذا وقعت ليزى على الوئيقة فستعلو في نظر مارى. سناتور الذي فصل بين الطبقة العليا والأدنى يعمل على التأثير على ليزى قائلاً بأنها ستكون من نفس طبقة مارى. فشهادة ليزى كمواطنة صالحة ستؤثر على مارى. أصدر سيناتور حكماً على ليزى التي استمعتت لحكايته باحترام ويركز على كيفية نظرة البيض الأخرون لها ويجذب الفتاة لقواعد المجتمع الأبيض. فحياة الزنجى هي الثمن الواجب دفعة من أجل قبول ليزى التي تريد كسب احترام الأشخاص من الطبقة العُليا مثل مارى كمواطنة مخلصة للقرية وإمكانية دخولهاعالم البيض. ونتيجة لذلك ضَعُفت ليزى نتيجة وعود عضو مجلس الشيوخ.فهى ستكسب تقدير وحب القرية كاملة بهذه الشهادة البسيطة.وقعت ليزى التي انخدعت بهذه الكلمات على الوثيقة. انتهى الفصل الأول بينما يغادر عضو مجلس الشيوخ المنزل.

## الفصل الثاني
حل المساء.يأتى مرة اخرة زنجى إلى بيت ليزى ويدخل من الشباك . في هذه الأثناء يختفى لقرع الجرس . تفتح ليزى الباب وترى عضو مجلس الشيوخ Clarke آمامها . يشكرها عضو مجلس الشيوخ لتحريرها طوماس . تَغير موقف المراة.تعطى إلى ليزى ظرف تقول أنه أرسل من قبل أختها.فرحت ليزى وأخذت الظرف من المراة ولكن أخرجت 100 دولار من داخله . توضح ليزى التي فهمت خداع عضو مجلس الشيوخ في كل كلامه رد فعل عضو مجلس الشيوخ قائلة«أرجح كون جميعهم مسننين نظراً لتعاملهم باحترام أكثر حتى اليوم . لكن الآن بدأت في الشك كونهم أكثر وعياً من الاخرين». قذف Clarke ظرف المراة جانبا بعد مغادرة المنزل.
يخرج الزنجى من المكان الذي اختبأ به ويقول إلى ليزى ببدأ العمل بقرار العقوبة دون المحاكمة وضرورة تخبئته . تقرر ليزى بتخبئته حتى اليوم التالى . في هذه الاثناء بدأ البيض في البحث عن منزل المراة في الشارع.تخرج ليزى مسدسا وتعطيه للزنجى.وتريد منه ضرب الرجال إذا جاءوا . ولكن الزنجى يقول بعدم امكانيته إطلاق النار على البيض . في هذه اللحظة أدركت إلى أي مدى يشبه الزنجى المراة . كلاهما يشعُران بالذنب مؤكدين ضرورة عدم وجودهم في مواجهة البيض الاقوياء.
يأتى فريد هذه المرة أيضا إلى منزل ليزى التي أرسلت الرجلان اللذان جاءا إلى الباب قائلة بأنها لم ترى أي زنجى . يدخل فريد بالقوة بينما تطرد المرأة الرجل . لذلك جاء إلى منزل المرأة . وفي هذه الأثناء سمع أصوات أتية من المرحاض . عندما وجد Fred الرجل الزنجى في المرحاض وجهت إليه ليزى البندقية مباشرةً . وجد الزنجى الفرصة وهرب .
في المشهد الأخير اقترب Fred ووالده من ليزى من زاوية مماثلة . وقالوا لليزى أنها أيضا تماما كالزنوج ليس لها قيمة وليس لها حق في الحياة لأنها لا تعرف حتى من أجدادها (أصلها). ليزى أيضا (من أسباب تشابهها بالزنوج) لم تأذى Fred . بينما تنتهى المسرحية، وعد Fred ليزى بواجهة بينهم ووعدها بمنزل مقابل للنهر .

## النهاية البديلة
هيئ تمثيل المسرحية في الاتحاد السوفييتى، وقبل أن تُعرَض للناس بعدة سنوات كتب سارتر النهاية البديلة من أجل الفيلم السينمائي . في هذه النهاية تم تكريم ليزى . والمسرحية كانت في شكل يدعو للتفاؤول ودافعت ليزى عن حقوق الرجل الزنجى، وانتهت المسرحية برفضها للادلاء بشهادة زور . عندما طلب منه التعليق على هذا الموضوع سارتر " لم أشاهد المسرحية بعد ولكن اتفق على أن الفيلم الذي صدر في فرنسا كان نهايته تفاؤولية . وأنا أعلم أن أناس كثيرون من قطاع الشباب شاهدوا المسرحية ونادوا بأن كون النهاية حزينة خيب الامال . وقال " لقد لاحظت أن التمسك الإجبارى بالحياة بكل ما يحتاجه هذا الجمهور هو شيء واحد ألا وهو الأمل ". وفيما يتعلق بموضوع Simone de Beauvoir ، في الحديث الصحفى مع Jessica Benjamin في سؤالها لسارتر عن وجوب تغيير وظيفته التي يعمل بها، قال لها "بالطبع". وقد نفذ ما قلته . أجاب قائلًا " أن النسخة الأولى من الساقطة الفاضلة كانت سيئة للغاية ولذلك تم إعادة كتابة المسرحية".

## التحليل
أراد سارتر الذي تحدث عن فلسفة الحرية في جميع أعماله أن يستجيب للحرية بالرغم من إنكار البشر العيش في عالم مادى . قال بضرورة اعطاء القرار بنفسه عن مما يتكون منه عالم الشخص الذي لايستطيع اعطاء قرار بخصوص ولادَته من أي طبقة أو جنسية أوعِرق . كما كتب عن اهتزاز الوجود بين الحريات معبراً عن مشكلة الوجود خاصةً في أول أعماله وعن محاولة كل شخص هدم الحريات الأخرى من أجل القدرة على الحماية من سيطرتها.
فالموضوع الاساسى في مسرحية الساقطة الفاضلة والتي تكون واحدة من الأثار التي تستفسر عن الحركات الأخلاقية أو حدود الكلمات السياسية هي العنصرية. بينما يقنع عضو مجلش الشيوخ ليزى واتهامه للرجل الزنجى يدعى بكون أن العدالة تتضح في انقاذ الرجل الأفضل.ووفقاً له فتعريف الأفضل هم الرجال مؤسسين هذه الدولة وهي الولايات المتحدة الأمريكية.
أاما بالنسبة لفريد فهى المكانة التي صنعتها تعريفات العالم الحسنة والسيئة . الرجل الشاب العِرقى وكذلك عدو المراة يقول بخوفه من الذتب ناظراً للسرير الذي قضى به ليلة مع ليزى بالإضافة إلى أنه بينما كان يتحدث عن الزنوج أدعى بعدم براءة الزنجى كون الزنجى يقوم بفعل أي شى دائماً . وسبب كل هذه المُعتقدات هي اعتقاده بوجود شياطين تحرر الزنجى وكذلك ليزى من الذنب . أما بالنسبة للآخرين فالسبب الرئيسى لذلك هو رغبته في السيطرة . بالرغم من عدم ارتياح فريد في البداية الدخول في علاقة مع ليزى ففى نهاية المسرحية يهدُف لالحاق الضرر بالشيطان رافضاً إطلاق سراحه.
عندما قال فريد لليزى كونها عاهرة ب10 دولارات لم يلاحظ وضع المرأة خلال هذه التعريف وجسدها وال10دولارات . الرجل الذي خجل من رؤية ليزى عارية أغلق الأضواء لهذا السبب . أما في الصباح رفض الحديث عنهم ليلاً . النسب والعنصرية هي الخصائص المشتركة بين فريد وابن عمه طوماس . قتل طوماس رجل زنجى في القطار بعدما وجده يتحرش جنسياً بليزى . بينما يُتابع فريد حكم الإعدام على الرجل الزنجى بشكل مشابه بدأ للحظة التفكير في المراة وبدأ يشعر بالانجذاب الجنسى لليزى . يلاحظ عدم احترام أولاد العم الضعفاء لاعتقادهم بحرية التصرف للشخص في عالمه.
هذه القيم الذي يمثلها الرجل الزنجى الذي يعبر عن المنطق والواقعية والإنسانية طول المسرحية كادت أن تختفى في نهاية المسرحية . بعد فترة قصيرة من بداية المسرحية يُعالج المشاهد القواعيد المعيارية للحياة بالنسبة لهذا الرجل وعلى العكس من ذلك ُيدرك كونها مؤقتة .
الساقطة الفاضلة هي بمثابة دليل على عدم استطاعة الولايات المتحدة الأمريكية المحافظة على الوضع الراهن في البلاد حل مشكلة العنصرية . فإذا نجح توحيد طبقة العمال البيض مع طبقة العمال الزنجيين ربما يمكن النهوض من هذه المشكلة.
أما الموضوع الآخر الذي اتضح في المسرحية هو الفروق بين الطبقات . ليزى الواجب شهادتها في هذه الجناية هي عاهرة جاءت إلى القرية الجنوبية حديثاً.ومع ذلك طوماس المرتكب الجريمة هو رجل صناعى شاب وأنيق . ينقسم عمل سارتر في هذه النقطة من قضية Scottsboro التي استوحاها من الكاتب.
يوجد ذنب مرتكب وطوماس الذي ارتكبه واحد من الطبقة العليا . يأتى الرجل الزنجى البرئ إلى شقة ليزى وتظهر قوة عائلة طوماس عقب توسلهم في موضوع قول الحقيقة . ابن عمه فريد يقضى ليلة مع ليزى من أجل امكانية حبسه بسبب جريمة الزنا . عضو مجلس الشيوخ يزور المرأة الشابة ويعرض عليها إتفاقية سرية . ثم يعرض فريد ظاهراً مجدداً على ليزى المساعدة المالية مقابل أن تكون عشيقته . ليس من الغريب أخذ ليزى القرار الخاطئ والتي تحتاج نظرة احترام من المجتمع والبعيدة عن عائلتها وأصدقائها والتي استطاعت دفع الفواتير التي لم تقدر عليها بمفردها.
إتصال التمييز الطبقى هي أكثر لحظات تُلفت الانتباه، وهي تتمثل في أهم صورة في المجتمع الأبيض وهي مواجهة ليزى مع عضو مجلس الشيوخ وجهاً لوجه . كلارك الذي يقف في نظام العدالة الأمريكى كرمز، أعاد كتابة ما حدث لليزى عن ظهر حق . بالنسبة لكلارك فإن قتل طوماس للرجل الزنجى ليس بالأمر الهام، أما الهام هو أن طوماس شخص ذو شأن عظيم جداً، وأن الإنسان يصبح شأنه أعلى وفقاً لدرجة غناه . نجح طوماس عضو مجلس الشيوخ، وخريج جامعة هارفارد، ورجل الأعمال والمناهض للشيوعية، في إرباك ليزي صانعاً جواً من المنافسة رَبحه من كل الجوانب .
القساوسة، الأطباء، المحامون، الفنانون، رئيس مجلس المدينة وكل نوابه (شخصيات المدينة المرموقين) أكدو على أن المرأة كانت مع طوماس . بعد ذلك، وعد عضو مجلس الشيوخ ليزى في البلدة، بأن كل البلدة ستقبلها وستحيا حياة أخلاقية . ليزى ستُقبل في الطبقة الراقية بشهادتها الزور التي سَتُدلى بها، وستصبح مواطنة سوية . المرأة الشابة، أجبرت من طرف أشخاص مرموقين كى تهين الرجل الزنجى البريء .
سارتر في المسرحية، لم يذكُر أي معلومات في حق الشخصية الأساسية ليزى بماضي ماكاى "حتى لا نعرف حياة ليزى ولا عائلتها ولا كيف استقرت ولا كيف ذهبت إلى المكان الذي توجد به في هذه اللحظة وعلاوة على ذلك، تحتوى أخلاق الشخصية على وجهات نظر ". قال "على سبيل المثال، هلع بسبب اتهامه بأنه شيوعى، لست أنا من أقاوم الزنوج ولكن أريدهم أيضا أن لا يتعَرضو لى . ليزى التي لم تقبل بالرشوة على الرغم من فقرها، الثرى يستطيع أن يكتسب احترام وشكر إذا شهد زوراً على ابن المرأة مر هفة الحس الذي قتل من مكان مرتفع . ليزى التي قبلت أن تشهد زوراً من أجل أن تكون شخصاً محترماً انتظرت من الأم مذكرة تقدير عندما أخذت مذكرة الشكر كان بجانبها ظرف به مئة دولار فأصابها الحزن .

## العرض
المسرحية، بعد كتابتها عُرضت في عام 1946 أول مرة في باريس من قبل مسرح أنطونيو ولعبت دور البطولة هيلينا بوسي . عرضت عام 1948 أيضاً في نيويورك. اقتبست ايفا ولاس هذا الإصدار ونشَرته أول مرة في تاريخ التاسع من أبريل عام 1948 . سارتر، في نهاية المسرحية كافح البطلة التي هي العاهرة بينما كانت ليزى تحكى اختيارها للحقيقة بدلاً من الكذب تبنت بشكل تعليمى لمسرحية هزلية غير مُتقَنة . ومع ذلك، فإن عند عرض الساقطة الفاضلة في نيويورك فإنها قُِدمت على أنها ميلودراما. العمل، أُختيرت المسرحية من طرف اتحاد الناقدين في المدينة كأنجح مسرحية أجنبية للعام . وقد عرضت المسرحية في نيويورك أكثر من 350 مرة .
في شهر يوليو عام 1949، بدء العمل من أجل عرض المسرحية في شيكاغو. في هذه الفترة من أجل عرض العمل قاوم المُنتجين كل من المحكمة وقمع الشرطة . أعلن قائد شرطة شيكاغو أنه بسبب اسم المسرحية لم يعطى الإذن (لم يسمح) بعرضها في المدينة . عندما دُعيت لمشاهدة العمل من قبل المنتجين أيضاً رفض هذا الطلب واتخذ قرار بعدم مشاهدة مسرحية الساقطة الفاضلة وأوضح أن قراره لن يتغير بأى شكل .
من جانب أخر، عمدة البلدة زعم أن المسرحية غير اخلاقية وستضر بالعلاقة بين العِرقيين . NAACP (اتحاد الرابطة للحريات المدنية) أعرب عن دعمه للساقطة الفاضلة . ACLU (وقد شارك اتحاد الحريات المدنية الأمريكى) أيضا في الدفاع عن المسرحية وبعد هذه المدافعة رُفعت الرقابة عنها لفترة .
في بداية عام 1954 قبل عرض المسرحية في مسكوفا غير سارتر نهاية العمل ورجح أن تكون ليزا بدلاً من أن تكذب تقوم بالتعاون مع الزنجى . علاوة على ذلك، فإن المشاهدين في مسكوفا رفضو أن تدلى بشهادة زور، وأن لا ترضخ للضغوط الرأسمالية . تم تغيير اسم المسرحية إلى Lizzie MacKay وتم احياؤها على يد Lyubov Orlova . الميلودراما العاطفية للعاهرة في نيويورك تحولت إلى احتفال تعليمى للحزب الشيوعى في مسكوفا .
علق أحد النقاد المشاهد المتابع للمسرحية قائلاً أن شخصية البطل يمكن أن تدخل في العمل كعسكرى بالجيش السوفيتى . إنضم سارتر للعرض الربعمائة للمسرحية في موسكو . قال الكاتب مهتماً بعدم السماح لتغيير المسرحية حسب دعاية [الستالينية (لم أقدر على خداع ليزى تماماً عقب وصولها لقمة الوعى).

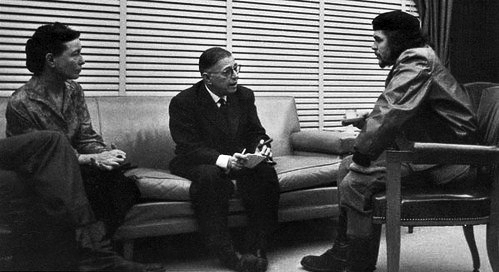
قابل سيمون دى بوفير وسارتر الذين زاروا كوبا عام 1960 che guevera، وقد عرضت الساقطة العفيفة في الدولة لأول مرة خلال هذه الزيارة.

بالإضافة إلى أنه بدأ عرض المسرحية أيضاً في هذه الدولة أثناء زيارات سارتر لكوبا مع Beauvoir . ومُثلت مسرحية الساقطة العفيفة أكثر من مئة مرة في هذه الدولة.
عرضت المسرحية التي ترجمت لأول مرة إلى التركية على يد أورخان ولي قانيقعلى مسرح ال6 ساعات عقب وفاة kanık عام1950 . عرضت مسرحية الساقطة العفيفة في موسم 2005-2006 للمرة الاخيرة في تركيا على مسارح مدينة اسطنبول. في المسرحية قام بدور ليزى الممثلة Bennu Yıldırımlar.
مثلت المسرحية أيضًا في شمال أفريقيا. قال الجنرال الإفريقى الذي تابع المسرحية سويًا مع سارتر بضرورة عرض الساقطة العفيفة في كامل إفريقيا . وهكذا يعلق الزنجيون في الأراضى الفرنسية بفهمهم إلى أي مدى هم سعداء بالنسبة للزنجيين في أمريكا.
حولت الساقطة الفاضلة إلى فيلم سينمائي عام 1952 . في الفيلم الذي قامت فيه Barbara laage بدور ليزي، وبالرغم من احترام المراة لعضو مجلس الشيوخ من قبل إلا أنه في نهاية الفيلم قامت بالشهادة ضده وعائلته وأُدِين طوماس بجنايته كما هو الحال في نهاية الإصدار المسرحى في الاتحاد السوفيتى.انتهى الفيلم باتحاد كلاً من المراة البيضاء والرجل الزنجى . اما في عام 1974, تم تحويل المسرحية لمسلسل تلفزيونى في فرنسا مرة أخرى.

## الانتقادات
بعد العرض الأول للمسرحية في باريس الأشخاص والمؤلف، اتهموا المعارضين لسارتر في الأراء السياسية وتحرير أوطانهم من النازيين الفرنسيين، الذين أعادو إلى بلدهم حريتها . ووفقاً لهؤلاء النُقاد فإن مسرحية سارتر كانت "هي افتراء كبير على الديمقراطية الأمريكية " و"كانت اعتداء على الضيافة الأمريكية". نُشرت في فرنسا في صحيفة نيويورك هيرالد تربسيون، وقد تم نشر الكثير من تعليقات القُراء الذين انتقدو سارتر . المؤلف لجميع الانتقادات "أنا لست عدو أمريكا" لم أعرف حتى معنى هذه الكلمة . أجاب قائلاً "إن كنت أظهر حضارة من جوانبها الفاسدة فقط كما تقولون ولكننى لم أفعل ذلك .

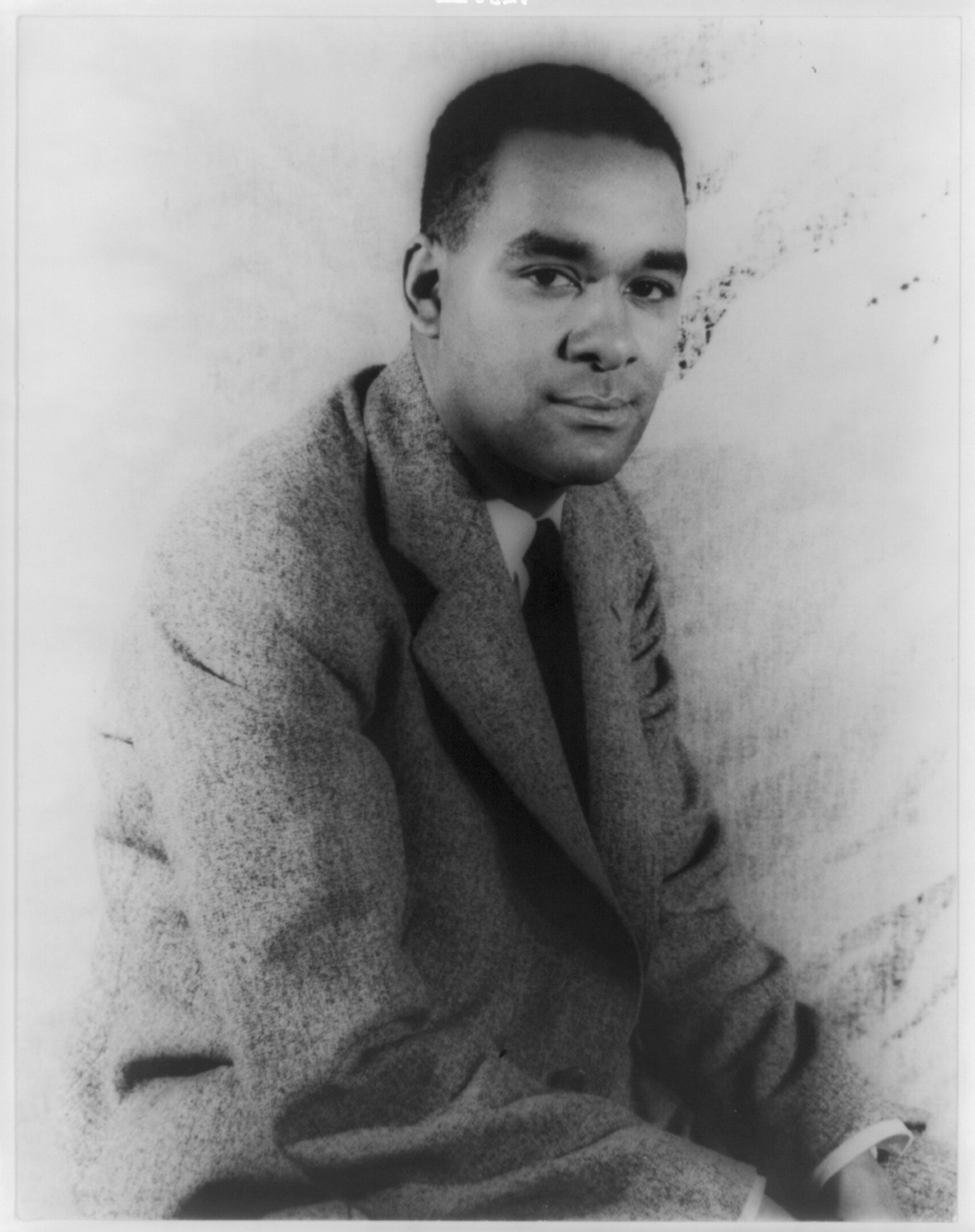
الكاتب الامريكى ريتشارد رايت أحد أهم الداعميين للمسرحية في الرواية الذي كتبها تحت عنوان the native son عام 1940 ذكر فيها صدور حكم بالإعدام على رجل زنجى قتل امراة بيضاء.

وفقاً لفريق آخر أيضاً أن سارتر قضى وقت قصير جداً في أمريكا وهذه الفترة لم تكن كافية من أجل كتابة مسرحية تُبرِز مشكلات البلد . وبالمثل دول الولايات المتحدة تَدعى وجود وثائق خاطئة .
ولهذا السبب عرَف فريد جورج واشنطن مستخدماً الضمير tu ويعنى بالفرنسية أنت بدلا من استخدام الضمير vous ويعنى أنتم.وهكذا لم يلق هذا الخطاب بالرجل الغنى الجنوبى . وفقاً لففلانير فان سوء الفهم الآخر لسارتر هو اعتقاده كون الاغنياء يتمتعودن كثُمل بعد فوزه بمباراة لكرة القدم . يتواجد ايضاً في جملة الانتقادات بجانب سارتر الكاتب الامريكى ريتشارد رايت.
كما انتقد ايضاً تغيير البطل نهاية مسرحية الساقطة العفيفة في صالح الثوريين ومُنتقدى الراسمالية بعد عرضها في الاتحاد السوفيتى . اما الثائرين ضد التعلقيات باستخدام الفن كأداة للعمل السياسى دافعو عن آراء سارتر في هذا النطاق والتي استمرت سنين . هدف جمعية edebi standartlar التي تأسست عام 1945 بقيادة سارتر عدم خروج حقوق الاشخاص ورغبات المجتمع المصُونة بعد الحرب خارج المعايير الادبية.
آما جماعة أخرى أدعَت برسم سارتر صورة خاطئة سياسياً لشخصية الزنجى في المسرحية . وخاصة وفقاً لفكر الشيوعيين فالرجل الزنجى ليس بطل بل على العكس هو شخص ضعيف بلا حيلة . بالإضافة أنه لم يذكر اسمه طول المسرحية فقط كان يذكره بالزنجى . ومن نقطة أخرى لم يبق لمستقبل هذا الرجل إلا خيار المراة المهمشة من قبل المجتمع . قال معارضين هذه الانتقادات كون سارتر عكَس وجهة نظرالمجتمعات الغير زنجية في الزنوج والتي لم تُعطى اسماً واضحاً للزنجى . وفقاً لهذه المجتمعات فلايوجى أدنى فرق بين فرد زنجى وكامل الزنوج . كان جميع الزنوح مزنبون ووفقاً لهؤلاء الاشخاص كان الإعدام هو أهم آلية تحمى العدالة . قال سارتر كون وصفه للرجل البرئ الذي وقع في الفخ بلا حيلة من المحتمل أن يكون صحيح . أوضح ريتشارد رايت الذي دهم سارتر في هذا المجال كشف المسرحية ايضاً لعدم وجود معارضين للعنصرية في هذه الأيام لامن الليبرالين ولامن اليساريين .

## المؤثرات
وضح الكاتب الأمريكى تشيستر هايمز تَأْثِيرُهُ على مسرحية الساقطة الفاضلة قائلاً «وضح سارتر لجريدة فرنسية رؤيته لحقيقة عدم مقدرة الرجل الزنجى قتل الرجل الأبيض في أمريكا كسبب لكتابة الساقطة العفيفة.وهذا هو السبب في بدايتى لكتابة حكايات الادب البوليسى.أَرَدَّتْ التعرف على الْقراءُ ذو التفكير العنيف.وفوق كل هذا يعيش الأمريكيون بعنف والعنف يكسب دائما برغم كل شئ».
من ناحية علق الكاتب الأمريكى ريتشارد رايت بخصوص المسرحية قائلا«آثارت مسرحية سارتر الساقطة الفاضلة انتباهى كَثِيرَا. فَهَم جان بول سارتر واستطاع أن يعبر عن حقائق دولته بصورة جيدة جِدَاً.هذا الاكتشاف العنيف خلق سلُوك يمكن أن يأخذه الكتاب الأمريكيون كمثال بينما يقتربوا للحقائق الأمريكية».